# Robert Bailey, Jr.
Robert Bailey, Jr. es un actor estadounidense (nacido el 28 de octubre de 1990), que es conocido por su papel como la voz de Wybie en la película de 2009, Coraline.

## Biografía
Robert Bailey nació el 28 de octubre de 1990. Bailey es nativo de Minneapolis, Minnesota. Fue descubierto a los tres años de edad por la revista Family Circle.

## Filmografía

### Películas
| Título                                        | Papel                 |
| --------------------------------------------- | --------------------- |
| Misión a Marte (2000)                         | Bobby Graham          |
| Baby Bedlam (2000)                            | Zeke                  |
| Bubble Boy (2001)                             | Chico del vecindario  |
| Dragonfly (2002)                              | Jeffrey Reardon       |
| ¿¡Y tú qué sabes!? (2004)                     | Reggie                |
| What the Bleep!?: Down the Rabbit Hole (2006) | Reggie                |
| The Happening (2008)                          | Jared                 |
| Coraline (2009)                               | Wyborne "Wybie" Lovat |
| To Save a Life (2009)                         | Roger Dawson          |
| High School (2010)                            | Jeffery               |

### Televisión
| Año         | Programa de TV                                                   | Papel                   | Aparición                         |
| ----------- | ---------------------------------------------------------------- | ----------------------- | --------------------------------- |
| 1996        | Nash Bridges                                                     | Jamal                   | "Javelin Catcher"                 |
| 1997        | Under Wraps                                                      | Boy in Park             | Película de televisión            |
| 1998        | For Your Love                                                    | Chico                   | "The Games People Play"           |
| 1998        | Silk Stalkings                                                   | Kevin                   | "Forever"                         |
| 1998–1999   | Becker                                                           | M.J. Johnson            | 3 episodios                       |
| 1999        | Jackie's Back                                                    | Wilson Wells            | Película de televisión            |
| 1997–1999   | The Parent 'Hood                                                 | Jesse                   | 4 episodios                       |
| 1999–2000   | Diagnosis Murder                                                 | C.J. Bentley-Livingston | 3 episodios                       |
| 2000        | City of Angels                                                   | Rodney                  | 2 episodios                       |
| 2000        | Touched by an Angel                                              | Morgan                  | "Here I Am"                       |
| 2000        | Walker, Texas Ranger                                             | Darvin Jackson          | "Soldiers of Hate"                |
| 2000        | The '70s                                                         | Jo-Jo                   | Miniserie                         |
| 2001        | Alias                                                            | Steven Dixon            | "Doppelganger"                    |
| 2001        | The Practice                                                     | Lance Miller            | "Suffer the Little Children"      |
| 2001        | Too Legit: The MC Hammer Story                                   | Joven MC Hammer         | Película de televisión            |
| 2002        | Little John                                                      | LJ Morgan               | Película de televisión            |
| 2002        | ER                                                               | Pete Royson             | "Dead Again"                      |
| 2002        | Presidio Med                                                     | Noah Tyler              | "Secrets"                         |
| 2003        | The Guardian                                                     | Dee                     | "Where You Are"                   |
| 2003        | Oliver Beene                                                     | Floyd Gilbert           | "Space Race"                      |
| 2003        | Wanda at Large                                                   | Barris Hawkins          | 4 episodios                       |
| 2006        | Behind the Camera: The Unauthorized Story of 'Diff'rent Strokes' | Gary Coleman            | Película de televisión            |
| 2009        | Raising the Bar                                                  | Deshaun Wagner          | "Is There a Doctor in the House?" |
| 2010        | Memphis Beat                                                     |                         | "Pork Salad Annie"                |
| 2010        | CSI: Miami                                                       | Patrick Dawson          | "Backfire"                        |
| 2014 - 2017 | The Night Shift                                                  | Paul Cummings           | Serie de televisión               |

### Otros trabajos
| Año  | Trabajo u Organización | Papel                 |
| ---- | ---------------------- | --------------------- |
| 2009 | Coraline: The Game     | Wyborne "Wybie" Lovat |

### Premios
| Año  | Premio             | Reconocimiento                                                                                       |
| ---- | ------------------ | --- |
| 1999 | Young Artist Award | Mejor Actuación en una Serie Cómica de Televisión - Aparición Invitada de Actor Joven para: "Becker" |